# Strabomantis anomalus
Espèce
Synonymes
- Hylodes anomalus Boulenger, 1898
- Eleutherodactylus anomalus (Boulenger, 1898)
- Craugastor anomalus (Boulenger, 1898)

Statut de conservation UICN

 LC  : Préoccupation mineure
Strabomantis anomalus est une espèce d'amphibiens de la famille des Craugastoridae.

## Répartition
Cette espèce se rencontre jusqu'à 1 100 m d'altitude sur le versant Pacifique de la cordillère Occidentale :
- en Équateur dans les provinces de Manabí, de Pichincha, d'Esmeraldas, d'Imbabura et de Carchi ;
- en Colombie dans les départements de Nariño, de Cauca, de Valle del Cauca et de Chocó.

## Description
L'holotype mesure 59 mm.

## Publication originale
- Boulenger, 1898 : An account of the reptiles and batrachians collected by Mr. W. F. H. Rosenberg in western Ecuador. Proceedings of the Zoological Society of London, vol. 1898, no 1, p. 107-126 (texte intégral).